# Plagiaulacidae
De Plagiaulacidae zijn een familie van uitgestorven zoogdieren binnen de orde Multituberculata. Overblijfselen zijn bekend uit het Laat-Jura en het Vroeg-Krijt van Noord-Amerika en Europa. Ze behoorden tot de meer afgeleide vertegenwoordigers van de informele onderorde Plagiaulacida.
Het taxon Plagiaulacidae werd in 1872 benoemd door Theodore Nicholas Gill. Het is ook bekend als Bolodontidae, een naam in 1887 gegeven door Henry Fairfield Osborn.
Leden van de groep hebben een sterk mesiodistaal verlengde vierde premolaar met een half dozijn kartelingen. De tweede en derde premolaar zijn driehoekig in plaats van rechthoekig in buitenaanzicht. De onderste eerst en tweede kiezen hebben twee rijen versmolten knobbels.

## Taxonomie
- Morrisonodon Hahn & Hahn, 2004
  - M. brentbaatar Bakker, 1998
- Plagiaulax Falconer, 1857
  - P. becklesii Falconer, 1857
- Bolodon Owen, 1871
  - B. crassidens Owen, 1871
  - B. falconeri Owen, 1871
  - B. minor Falconer, 1857
  - B. osborni Simpson, 1928
  - B. elongatus Simpson, 1928